# Firminus Caron
Firminus Caron (nacido en Amiens, fl. 1460-1475) fue un compositor francés y probablemente un cantante del Renacimiento. Tuvo gran éxito como compositor y por su influencia, en particular sobre el desarrollo del contrapunto en imitación y por las numerosas composiciones que han sobrevivido. La mayor parte de lo que se conoce en lo relativo a su vida y a su carrera es fruto de deducciones.

## Biografía
La mayoría de los manuscritos musicales nos da su nombre como « Caron », pero su contemporáneo, el teórico de la música Johannes Tinctoris, lo nombra en tres diferentes tratados como « Firminus Caron ». El cantoral del Vaticano San Pietro B80, atribuye a « F. Caron », la copia de la Missa El hombre armado. Las tentativas del pasado, de identificarlo con Philippe Caron (c.1465–1509) – que ejerció en Cambrai, en el palacio Coudenberg y en Bruselas sobre todo – y Jean Caron – copero de la corte de Borgoña –, han sido descartadas. Además, una referencia a « Firminus Caron » como primus musicus de la catedral de Amiens en 1422 se ha demostrada como datada: su actividad en Amiens está atestiguada por numerosos documentos activo de 1459 a 1475 (durante la muerte de su padre). Un documento de 1473 lo nombra « maistre Fremin el Caron » lo que implica que tenía estudios universitarios y en 1475 se le nombra como « sire Fremin el Caron » lo que significa que había sido ordenado sacerdote.
Ciertos escritores de la época, incluido Tinctoris, hacen el elogio de Caron. La mayoría de las obras de Caron sobreviven en manuscritos italianos, lo que conduce a la hipótesis de que podría haber pasado algún tiempo en Italia, un destino común para los compositores del norte de Europa: sin embargo, numerosas obras de compositores franceses han hecho su camino por manuscritos italianos sin estar llevadas por los compositores: esta estancia no tiene pues ninguna certeza.
En 1472 y 1473, Loyset Compère menciona a Caron junto a Guillaume Dufay. Las similitudes estilísticas entre ambos compositores, sugieren una relación. Además, una de las misas de Caron aparece en un manuscrito de Cambrai fechado en 1472 o 1473, un año antes la muerte de Dufay en esa ciudad. Caron puede haber estado a Cambrai al principio de la década 1470 y conocer a Dufay, pero no es seguro. Las referencias a Caron en los escritos de los teóricos musicales aparecen por última vez en 1556, en los escritos del alemán Hermann Finck, lo que indica la propagación y la duración de su reputación. Johannes Tinctoris, cuyos escritos son una fuente sobre los compositores y teóricos de la música del siglo XV, hablan de la música de Caron con alabanzas, pero menciona igualmente su mala educación.

## Música e influencia
Caron dejó tanto música sacra como profana, incluyendo cinco misas y numerosas canciones profanas.
Lo una de las primeras misas fundadas sobre la célebre melodía de L'homme armé es de Caron y permanece en un manuscrito del Vaticano, fechado en la década de 1460 con algunas misas de  El hombre armado de varios compositores. En la de Caron, la tonalidad de la melodía está traspuesta en modo dórico y considerablemente desarrollada; las voces superiores cantan a menudo en imitación.
Lo esencial de sus canciones profanas están en francés, para tres voces y la mayor parte se encuentra en manuscritos italianos. Se trata generalmente de rondeaux en doble metro. Una de ellas, Helas que pourra devenir, está entre las más célebres, figurando en segundo lugar del palmarés de las canciones más difundidas por las fuentes manuscritas del tercer cuarto del siglo XV (De tous biens plaine, de Hayne van Ghizeghem, siendo la primera). No era habitual entre las canciones de la época utilizar la imitación y Caron parece haber iniciado la tendencia. David Fallows escribe en el diccionario musical Grove, que por hipótesis, puede haber estado en el origen, una fantasía instrumental.

## Obras

### Misas
- Missa Accueille m'a la belle
- Missa Clemens et benigna
- Missa Jhesus autem transiens
- Missa L`homme armé (Ms. de Roma, copiado hacia 1463)
- Missa Sanguis sanctorum
- Missa Thomas cesus

### Canciones
- Accueille m'a la belle (O Accueilly m'a la belle o Saoullé m'a la belle / Da pacem) (rondó a tres o cuatro voves con el contrafactum Da pacem Domine)
- C'est temps perdu (rondó atribuido a Robert Morton)
- Cen mille escus (rondó a tres o cuatro voces, en parte atribuido a Busnoys y Dufay)
- Corps contre corps / Rambour luy / Cinco solz (rondó a cuatro voces)
- Cui diem os (rondeau ?)
- Cuidez vous (rondó, tal vez un texto de Alain Chartier obtenido con el contrafactum Fuggir no posso)
- Du tout ainsi
- D'un tout ainsy que vous plairá (rondó a tres voces)
- Hélas m'amour
- Helas que pourra devenir (rondó a tres o cuatro voces, contrafactum sydus clarissimum Ave)
- La tridaine a deux (perdido, citado en theoretica Opera de Johannes Tinctoris, vol. 2)
- El despourveu o El despourvu infortuné (rondó a tres o cuatro voces, como contrafactum Tanto l'afano)
- Ma dame qui tant (rondó a tres o cuatro voces)
- Morir me fault (rondó a tres voces)
- Mort ou merchi (rondó a tres voces, probablemente antes de 1463)
- O vida fortunee (rondó a tres voces)
- Para regart d'oeul somble (rondó a tres voces)
- Sin embargo se mi voloir (rondó)
- Se brief puys mi señora (rondó a tres voces, en parte atribuido Busnoys)
- Se doulx opinar (rondó a tres voces)
- S'il est ainsy que plus je ne vous voye (virelai a tres voces)
- Viva Charloys (rondó a tres voces)
- Vous n'avez point le cueur certain (rondó a tres voces)

### Obras de atribución dudosa
- Missa Thomas cesus (Ms. Vaticano anónimo, atribuido a Caron)
- Rosa playsant (atribuido a Philippe Basiron, Caron, y a Johannes Dusart)
- Seulette suis sans ami (sólo parcialmente atribuido a Caron).

## Discografía
- Twilight of the Middle Ages - Huelgas Ensemble, dir. Paul Van Nevel (9-10 de julio de 2015, Deutsche Harmonia Mundi 88875 14347-2) (OCLC 953878184 )
- Misa L'homme armé; Missa Accueilly m'a la belle - Ens. The Sound and the Fury: David Erler, contratenor; Klaus Wenk, John Potter, Christian Wegmann, tenores; Joachim Höchtbauer, Richard Wistreich, bajos (concierto, 14 de noviembre de 2008, SACD ORF SACD 3057) (OCLC 609909691 )